# Silence Followed by a Deafening Roar
Silence Followed by a Deafening Roar — второй инструментальный альбом и восьмой сольный альбом американского гитариста-виртуоза Пола Гилберта, выпущенный в 2008 году.

## Список композиций
| №                   | Название                               | Автор(ы)                       | Длительность |
| ------------------- | -------------------------------------- | ------------------------------ | ------------ |
| 1.                  | «Silence Followed by a Deafening Roar» | Пол Гилберт                    | 3:48         |
| 2.                  | «Eudaimonia Overture»                  | Гилберт, И.С. Бах              | 4:35         |
| 3.                  | «The Rhino»                            | Гилберт                        | 2:46         |
| 4.                  | «Norwegian Cowbell»                    | Гилберт                        | 4:06         |
| 5.                  | «I Cannot Tell a Lie»                  | Гилберт                        | 3:50         |
| 6.                  | «Bronx 1971»                           | Гилберт                        | 4:04         |
| 7.                  | «Suite Modale»                         | Эрнест Блох                    | 2:38         |
| 8.                  | «The Gargoyle»                         | Гилберт                        | 4:35         |
| 9.                  | «I Still Have That Other Girl»         | Elvis Costello, Burt Bacharach | 2:52         |
| 10.                 | «Bultaco Saturno»                      | Гилберт                        | 4:13         |
| 11.                 | «Paul Vs. Godzilla»                    | Гилберт                        | 4:52         |
| Общая длительность: | Общая длительность:                    | Общая длительность:            | 42:19        |

Трек №2 оканчивается полной версией Прелюдии Соль-мажор (Prelude in G major) из сборника сочинений И.С. Баха «Хорошо  темперированный клавир» (ч.1).

## Участники записи
- Пол Гилберт (Paul Gilbert) — гитара, продюсер;
- Mike Szuter — бас-гитара;
- Jeff Bowders — барабаны;
- Эми Гилберт (Emi Gilbert) — фортепиано, орган Hammond B3.

## Продюсирование
- Пол Гилберт (Paul Gilbert) — продюсирование;
- Пэт Салливан (Pat Sullivan) — мастеринг;
- Стэн Катаяма (Stan Katayama) — запись и звукорежиссура, сведение;
- Джун Муракава (June Murakawa) — запись и звукорежиссура.